# 365e division d'infanterie
La 365e division d'infanterie (en allemand : 365. Infanterie-Division ou 365. ID) est une des divisions d'infanterie de l'armée allemande (Wehrmacht) durant la Seconde Guerre mondiale.

## Création
La 365. Infanterie-Division est formée le 10 mars 1940 à partir de Landwehr et de l'état-major de l'Oberfeld-Kommandantur Tarnow dans le Wehrkreis V en tant qu'élément de la 9. Welle (9e vague de mobilisation).
Elle est organisée comme une Landesschützen-Division qui est une unité d'infanterie territoriale composée de personnel âgé et utilisé pour des fonctions de garde et de la garnison. C'est l'équivalent des régiments d'infanterie territoriale française.
Elle est intégrée dans la 18. Armee.
La division est dissoute le 1er août 1940 et son état-major prend en charge l'Oberfeldkommandantur 365 (OFK 365) à Lemberg en Galicie.
Elle est reformée en mars 1945 t est dissoute à la fin de la guerre.

## Organisation

### Commandants
| Date                        | Grade           | Commandant   |
| --------------------------- | --------------- | ------------ |
| ? mars 1940 - 1er août 1940 | Generalleutnant | Konrad Haase |
| 1er mars 1945 - 8 mai 1945  | Generalmajor    | Claus Kühl   |

## Théâtres d'opérations
- Pologne : Mars 1940 - Novembre 1940
- Allemagne : Mars 1945 - Mai 1945

## Ordres de bataille
1940
- Infanterie-Regiment 647
- Infanterie-Regiment 648
- Infanterie-Regiment 649
- Kanonen-Batterie 365
- Radfahr-Schwadron 365
- Nachrichten-Kompanie 365
- Divisions-Nachschubführer 365